# Vanities (álbum do musical)
Vanities (Original Cast Recording), contém as canções do musical Off-Broadway, Vanities, o álbum conta com letra e música de David Kirshenbaum, e um livro de Jack Heifner. Foi gravado após a execução musical de Off-Broadway. O álbum foi lançado digitalmente em 15 de dezembro de 2009 e fisicamente em 2 de fevereiro de 2010. O álbum conta com Anneliese van der Pol como Kathy, Lauren Kennedy como Maria, e Sarah Stiles como Joanne.

## Track Listing
1. "Setting Your Sights (Reflections)" – Anneliese van der Pol, Lauren Kennedy, Sarah Stiles  – 2:55
2. "I Don't Wanna Miss A Thing" – Anneliese van der Pol, Lauren Kennedy, Sarah Stiles – 3:16
3. "An Organized Life" – Anneliese van der Pol, Lauren Kennedy, Sarah Stiles – 4:17
4. "I Can't Imagine" – Anneliese van der Pol, Lauren Kennedy, Sarah Stiles – 3:42
5. "Setting Your Sights (City Limits)" – Anneliese van der Pol, Lauren Kennedy, Sarah Stiles – 3:44
6. "An Organized Life (1968)" – Anneliese van der Pol, Lauren Kennedy, Sarah Stiles – 2:02
7. "Fly Into The Future" – Lauren Kennedy – 3:53
8. "Cute Boys With Short Haircuts" – Anneliese van der Pol – 4:20
9. "Let Life Happen" – Anneliese van der Pol, Lauren Kennedy, Sarah Stiles – 3:24
10. "Setting Your Sights (What You Wanted)" – Anneliese van der Pol – 1:23
11. "The Same Old Music" – Anneliese van der Pol, Lauren Kennedy, Sarah Stiles – 4:28
12. "An Organized Life (1974)" – Anneliese van der Pol, Lauren Kennedy, Sarah Stiles – 2:54
13. "The Argument" – Anneliese van der Pol, Lauren Kennedy, Sarah Stiles – 2:01
14. "Friendship Isn't What It Used To Be" – Anneliese van der Pol, Lauren Kennedy, Sarah Stiles – 3:55
15. "Looking Good" – Anneliese van der Pol, Lauren Kennedy, Sarah Stiles – 4:24